# Bezemwagen
De bezemwagen is een volgwagen (meestal een bestelwagen of minibus) bij een sportevenement op de weg, bijvoorbeeld een wandeltocht, wielerwedstrijd of hardloopwedstrijd. De wagen rijdt achter de laatste deelnemer aan.
De belangrijkste taak van de bezemwagen is deelnemers die niet meer kunnen of willen meedoen, op te pikken en mee te nemen naar de finish.
Meestal rijdt er een EHBO'er mee.
Voor helpers langs de route (stempelaars, verkeersregelaars) is de passage van de bezemwagen het teken dat hun taak ten einde is.
Bij een zwemevenement kan een bezemboot meevaren.
Het spreekt voor zich dat deze - meer nog dan bij een evenement op de weg - voor de deelnemers van levensbelang kan zijn.
De eerste bezemwagen verscheen in de Ronde van Frankrijk van 1910. Traditioneel wordt er inderdaad een echte bezem aan deze wagen bevestigd. Tegenwoordig stappen kopmannen die opgeven meestal meteen in de wagen van hun eigen ploegleider, hoewel dit niet toegelaten is door het koersreglement en dus beboet kan worden.